# Lijst van rijksmonumenten in Rijen
De plaats Rijen telt 9 inschrijvingen in het rijksmonumentenregister. Hieronder een overzicht.
| Object                                                    | Oorspronkelijke functie? | Bouwjaar  | Architect                 | Locatie                          | Coördinaten?                  | Nr.?   | Afbeelding          |
| --------------------------------------------------------- | ------------------------ | --------- | ------------------------- | -------------------------------- | ----------------------------- | ------ | ------------------- |
| Lederfabriek G.B. Seelen en Zoon                          | Industrie                | 1908-1915 |                           | Heistraat 3 - 5                  | 51° 35' 34" NB, 4° 54' 58" OL | 516961 | Meer afbeeldingen   |
| Vrijstaand dubbel woonhuis                                | Woonhuis                 | 1919-1920 |                           | Hoofdstraat/Pastoor Gillisstraat | 51° 35' 23" NB, 4° 55' 5" OL  | 516962 | Meer afbeeldingen   |
| Geheel vrijstaand blok van drie aaneengesloten woonhuizen | Woonhuis                 | 1923      | M. Nundesser              | Hoofdstraat 35                   | 51° 35' 26" NB, 4° 55' 4" OL  | 516963 | Meer afbeeldingen   |
| Leerfabriek C. en A. van Gorp                             | Industrie                | ca. 1930  |                           | Hoofdstraat 77                   | 51° 35' 32" NB, 4° 54' 60" OL | 516964 | Meer afbeeldingen   |
| Voormalige leerlooierij met looikuipen                    | Nijverheid               | 1928      |                           | Hoofdstraat 117                  | 51° 35' 40" NB, 4° 54' 57" OL | 516965 | Meer afbeeldingen   |
| Woning met magazijn                                       | Woonhuis                 | 1907-1908 |                           | Julianastraat 118                | 51° 35' 2" NB, 4° 55' 26" OL  | 516967 | Woning met magazijn |
| Villa met kantoor                                         | Woonhuis                 | 1929      | vermoedelijk Huib Pontzen | Stationsplein 6                  | 51° 35' 4" NB, 4° 55' 27" OL  | 516974 | Villa met kantoor   |
| Directeurswoning                                          | Woonhuis                 | 1907-1908 | Piet Aarts                | Stationsstraat 8                 | 51° 35' 7" NB, 4° 55' 22" OL  | 516976 | Meer afbeeldingen   |
| Pastorie                                                  | Kerkelijke dienstwoning  | 1926-1927 | A.W. Oomen                | Hoofdstraat 58                   | 51° 35' 27" NB, 4° 55' 6" OL  | 516966 | Meer afbeeldingen   |